# Рождество Христово (Киев)
„Рождество Христово“ (на украински: Церква Різдва Христового) е православна каменна църква, построена в Киев на Пощенския площад в периода 1809 – 1814 г. по проект на архитект Андрей Меленски. Църквата е унищожена по решение на съветските власти през 1935 г. и възстановена в първоначалния си вид през 2003 г.

## История
За първи път в писмени източници дървена църква със същото име се споменава през 1520 година.

### Първата каменна църква
Новата сграда на каменната църква на „Рождество Христово“ е издигната на мястото на старата дървена църква, която е демонтирана през 1807 година. Проектът за нова каменна църква е разработен от архитекта Андрей Меленски през 1808 г. Строежът на каменния храм започва през 1809 г. и завършва през 1814 г.
Старата дървена църква е била ориентирана доста точно с апсидата на изток. Новата каменна църква вече е ориентирана по направление на улицата. Олтарът на храма е в югоизточна посока. Храмът е бил на ъгъла на главната улица на Подол, която е била началото на пътя от Подол към Лаврата.
Храмът се намирал над тази улица и източната му фасада е била обърната към нея – по този начин църквата е гледала към улицата с четириколонен портик на висок стилобат със стъпала. Портикът на източната фасада е бил с лице към планината е в земята, под нивото на самата църква.
След пожара в Подол от 1811 г. всички улици на района са препланирани по проект на Уилям Гесте. Новата главна улица на Подол, според този проект (част от бившата „Александровска“, а понастоящем – улица „Сагайдачни“), преминавала покрай западната страна на църквата. По този начин задната фасада е станала основна, а бившата главна фасада (с високия портик на стилобата) е останала скрита в средата на застроения район. Новата улица е била позиционирана по такъв начин, че западният портик, чиито колони са ниско в земята, излиза малко над уличното ниво, на тесен тротоар. Изграждането на Владимирския спуск довежда до още по-голямо повдигане на нивото на улицата в сравнение с храма.
Сградата на храма, проектирана от архитект Меленски, е била по план осмоъгълник, към който от източната страна е прилежала полукръгла апсида, а от западната страна – правоъгълна камбанария. От южната и северната страна на висок стилобат са поставени четириколонни портици от йонийски стил. Основното пространство на храма е покрито с осмоъгълен таван, а апсидата – с конха. В центъра апсидата е имало осмоъгълен обем, над който е поставен малък четириъгълен купол с прозорци.
Камбанарията на храма се състояла от две нива. Второто ниво е било ротонда от осем йонийски колони, свързани по двойки чрез прегради. Камбанарията е завършвала с полусферичен купол с висок шпил.
През 1840 г. към църквата е добавен притвор на св. Сергий Радонежки.
На 6 и 7 май 1861 г. в църквата „Рождество Христово“ се извършва прощаването на киевляни тленните останки на Тарас Шевченко, транспортирани от Санкт Петербург до Канев. Пред голяма тълпа, архиепископ Петър Гаврилович Лебединцев, заедно с настоятеля на храма Ж. Желтоножки, отслужват молебен. След това събитие жителите на Киев зопочват да наричат църквата „Шевченкова“.
През 1936 г. църквата е разрушена по решение на съветските власти.

### Възстановяване на храма
През 2002 – 2003 г. храмът е възстановен почти изцяло в първоначалния си вид.
Наличието на достатъчен брой снимки и някои скици на Меленски, които са оцелели, позволяват доста точно да се възпроизведат чертите на разрушения храм. Съвременното планиране на улиците на Подол позволява да се открие главната фасада на църквата, която е разположена с лице към Днепър и странично към Пощенския площад. Проектът за възстановената църква „Рождество Христово“ в Подол е осъществен от Службата за защита на архитектурните паметници и исторически места в Киев.
Реставрацията на църквата започва през 2002 г. от корпорация „Укрреставрация“. Общата площ на сградата е 195,5 кв. m, височина до кръста на върха – 24,73 m. Проектът е разработен от архитекта Юрий Лосицки. Възстановеният храм е построен на същото място и в същия вид, в който е съществувал до разрушаването си.
Съвременната църква „Рождество Христово“ практически отговаря на формата, заснета във фотографски документи. Изключение е замяната на йонийския ордер на портика с дорически и опростяването на някои декоративни елементи.
На 19 януари 2004 г. се състои тържественото откриване на възстановената църква „Рождество Христово“.

## Галерия
- Изглед към камбанарията
- Иконостас
- Мемориална плоча на Т. Шевченко

## Адрес
- Киев, ул. „Сагайдачни“, 2.